# Datang Telecom

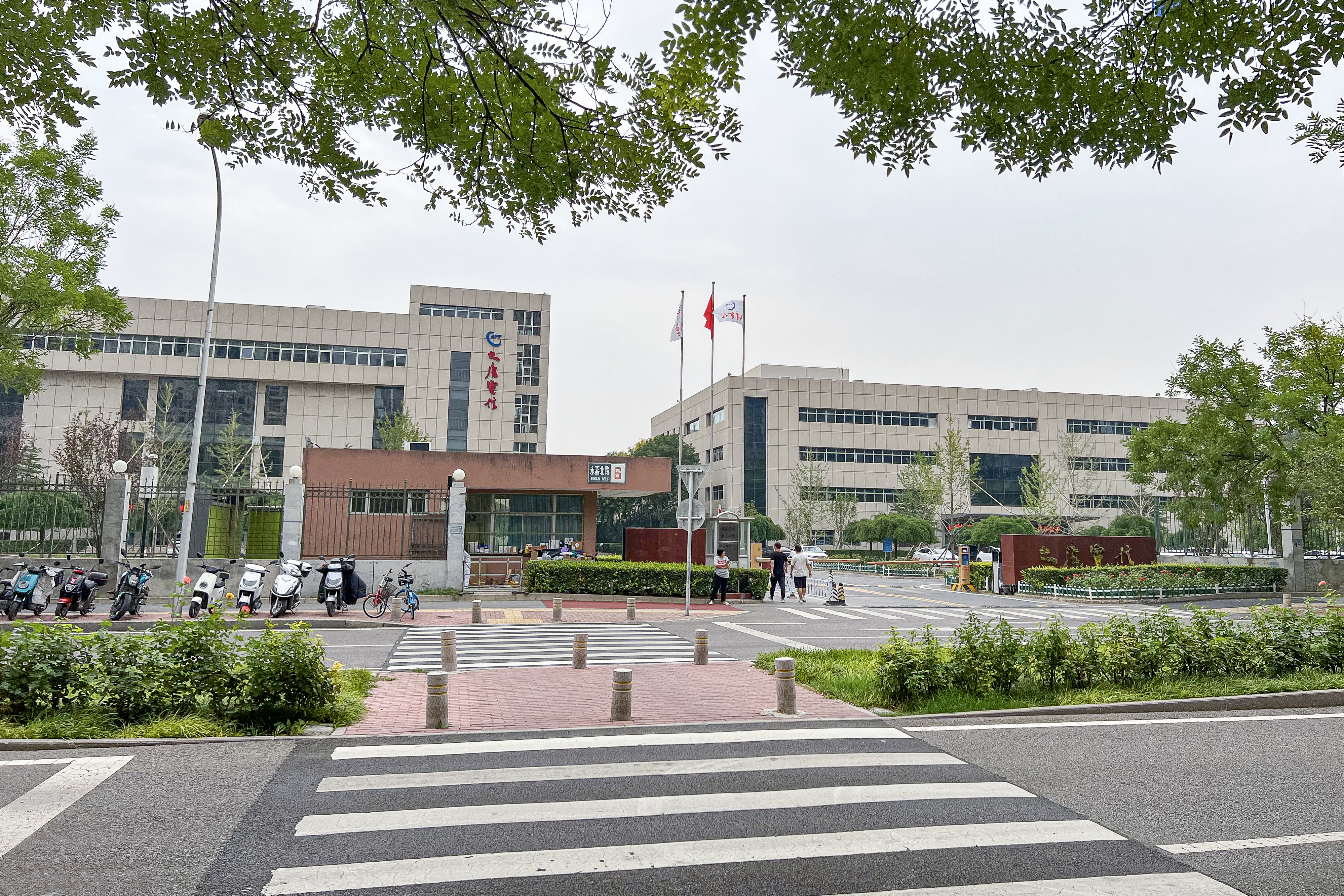
Datang Telecom

Datang Telecom (SSE: 600198) (大唐电信) est un équipementier de télécommunication chinois, filiale de China Datang Corporation, plus connu pour son rôle majeur dans le développement du standard de télécommunication 3G mobile chinois TD-SCDMA à travers sa filiale Datang Mobile. Datang a été fondé en septembre 1998 par l'Académie chinoise de technologie de télécommunication, et est maintenant listé à la bourse de Shanghai.